# Macromitrium pilosum
Macromitrium pilosum är en bladmossart som beskrevs av Thériot 1907. Macromitrium pilosum ingår i släktet Macromitrium och familjen Orthotrichaceae. Inga underarter finns listade i Catalogue of Life.